# Johann Michael Boeck

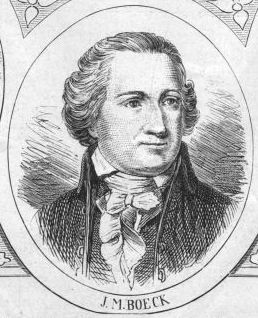
Johann Michael Boeck

Johann Michael Boeck (* 1743 in Wien; † 18. Juli 1793 in Mannheim) war ein Schauspieler in der Zeit der Aufklärung.
Er war der Sohn eines Barbiers und Wundarztes und arbeitete anfangs selbst als Barbier.
Aber 1762 schloss er sich in Mainz der Theatergesellschaft Konrad Ernst Ackermanns an, mit welcher er nach Hamburg ging, und nahm dann an den Wanderzügen der Seylerschen Gesellschaft teil, bis er 1775 beim Hoftheater in Gotha eine feste Anstellung fand.
Im Jahr 1777 unternahm er die erste Rundreise zu Gastspielen durch Deutschland, führte nach Ekhofs Tod fast ein Jahr lang die Direktion des Gothaer Hoftheaters und ging nach dessen Auflösung 1779 zu dem neuerstandenen kurfürstlichen Nationaltheater nach Mannheim, wo er der erste war, der Schillers Karl Moor und Fiesco spielte. Er starb am 18. Juli 1793 in Mannheim.
Boeck zeichnete sich durch routiniertes, auf den Effekt berechnetes Spiel aus und ist der eigentliche Erfinder des beklatschten Abgangs.
Boeck heiratete am  21. Oktober 1764 in Hamburg die lauenburgische Schauspielerin Sophie Schulz (* 1745). Das Paar hatte zwei Kinder.